# دوري سريلانكا الممتاز لكرة القدم 2015
دوري سريلانكا الممتاز لكرة القدم 2015 (بالإنجليزية: 2015 Sri Lanka Football Premier League)‏ هو موسم من دوري سريلانكا الممتاز لكرة القدم. أقيم خلال الفترة 25 يوليو 2015 وحتى 5 ديسمبر 2015، وفاز فيه Colombo FC ‏.